# 도키와 사토시
도키와 사토시(일본어: 常盤 聡, 1987년 5월 14일 ~ )는 일본의 전 축구 선수이다.

## 구단 경력
과거 미토 홀리호크, 기라반츠 기타큐슈, 도쿄 베르디, 로아소 구마모토, 더스파구사쓰 군마에서 활동하였다.